# Eurytoma omnirubricornis
Eurytoma omnirubricornis är en stekelart som först beskrevs av Girault 1922.  Eurytoma omnirubricornis ingår i släktet Eurytoma och familjen kragglanssteklar. Inga underarter finns listade i Catalogue of Life.